# Evangelische Kirche (Rechtebach)

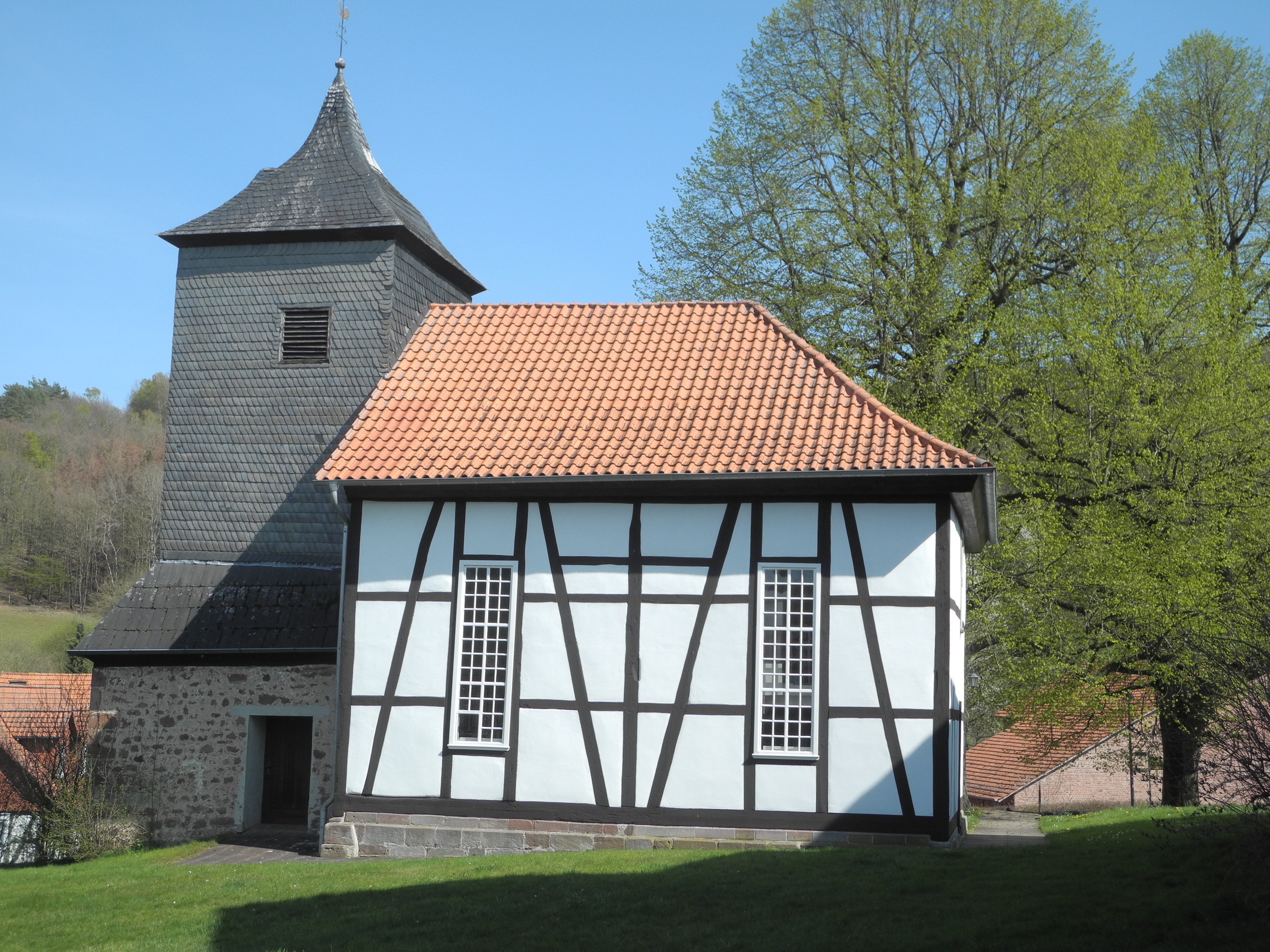
Evangelische Kirche (Rechtebach)

Die evangelische Kirche Rechtebach ist ein denkmalgeschütztes Kirchengebäude in Rechtebach, einem Stadtteil von Waldkappel im Werra-Meißner-Kreis in Hessen. Die Kirchengemeinde gehört zum Kirchenkreis Werra-Meißner im Sprengel Kassel der Evangelischen Kirche von Kurhessen-Waldeck.

## Beschreibung
Der älteste Teil der Fachwerkkirche ist der spätgotische Chor aus Bruchsteinen, in dem mit ein Sakramentshaus aus gleicher Zeit steht. 1820 wurden das Kirchenschiff und auf dem Chor der Glockenturm aus Holzfachwerk in Ständerbauweise errichtet. Der an drei Seiten mit Schiefer verkleidete Turm ist mit einer geschwungenen, schiefergedeckten Haube bedeckt. Im Glockenstuhl hängt neben zwei, von der Glocken- und Kunstgießerei Rincker im Jahr 1953 gegossenen Kirchenglocken auch die im Zweiten Weltkrieg zwar abgelieferte, aber wieder aufgetauchte Glocke.
Der Innenraum hat eine U-förmige Empore. Die Kanzel steht zentral hinter dem Altar. Bis ins frühe 20. Jahrhundert war weder eine Orgel noch ein Harmonium vorhanden. Erst in den 1960er-Jahren wurde ein Orgelpositiv  der Werner Bosch Orgelbau angeschafft.